# 40mP
40mP（日语：40㍍P（よんじゅうメートルピー）、1986年2月4日—），日本音樂家，為一位使用初音未來及Megpoid等VOCALOID創作的音樂家。主要在Niconico動畫上發表作品。居住於東京，血型B型。

## 簡歷
初中時，40mP受到吉卜力工作室電影中，久石讓創作的音樂深深吸引，從而開始自學音樂。高中開始嘗試自己作曲。在VOCALOID發布後，40mP在「Niconico動畫」上發表了自己最初的音樂作品。憑藉機運和才華，40mP很快便成為了「Niconico動畫」上的人氣創作者。
經常合作的畫師有GITA和TAMA。也有自己作畫為歌曲配上插畫，或者製作真實錄製的PV。

## 名字由來
在最初發表創作時，40mP以（Pianica-P）為名。而在其第二首作品「Melody in the sky」中，PV背景中初音未來的剪影和周圍的建築相比相當巨大，觀眾們打出了「這個看起来有40m那麼高」的彈幕，後來其就自行改名成40mP（40meterP）。

## 發表曲目
| 序列 | 日語曲名                                                           | 中文曲名                      | 演唱                 | 投稿日期       |
| ---- | ------------------------------------------------------------------ | ----------------------------- | -------------------- | -------------- |
| 1    | http://www.nicovideo.jp/watch/sm3965614 （页面存档备份，存于）     | Spring                        | 初音未來             | 2008年7月14日  |
| 2    | http://www.nicovideo.jp/watch/sm4027018 （页面存档备份，存于）     | 天空中的旋律                  | 初音未來             | 2008年7月21日  |
| 3    | http://www.nicovideo.jp/watch/sm4251418 （页面存档备份，存于）     |                               | 初音未來             | 2008年8月11日  |
| 4    | http://www.nicovideo.jp/watch/sm4538743 （页面存档备份，存于）     |                               | 初音未來             | 2008年9月6日   |
| 5    | http://www.nicovideo.jp/watch/sm4721350 （页面存档备份，存于）     |                               | 初音未來             | 2008年9月23日  |
| 6    | http://www.nicovideo.jp/watch/sm5252705 （页面存档备份，存于）     | Closed Blue                   | 初音未來             | 2008年11月15日 |
| 7    | http://www.nicovideo.jp/watch/sm5601691 （页面存档备份，存于）     | 我之所以剪掉頭髮的理由        | 初音未來             | 2008年12月20日 |
| 8    | http://www.nicovideo.jp/watch/sm6166936 （页面存档备份，存于）     | STEP TO YOU                   | 初音未來             | 2009年2月16日  |
| 9    | http://www.nicovideo.jp/watch/sm6996407 （页面存档备份，存于）     | Scrap&Build                   | 初音未來             | 2009年5月11日  |
| 10   | http://www.nicovideo.jp/watch/sm7164046 （页面存档备份，存于）     | 巨大少女                      | 初音未來             | 2009年5月26日  |
| 11   | http://www.nicovideo.jp/watch/sm7597329 （页面存档备份，存于）     |                               | GUMI                 | 2009年7月11日  |
| 12   | http://www.nicovideo.jp/watch/sm8423936 （页面存档备份，存于）     | Sing my Love                  | 初音未來             | 2009年10月4日  |
| 13   | http://www.nicovideo.jp/watch/sm8685012 （页面存档备份，存于）     | 流星                          | 初音未來             | 2009年11月2日  |
| 14   | http://www.nicovideo.jp/watch/sm9558887 （页面存档备份，存于）     | 層層疊                        | 初音未來             | 2010年1月31日  |
| 15   | http://www.nicovideo.jp/watch/sm10359628 （页面存档备份，存于）    |                               | 初音未來             | 2010年4月11日  |
| 16   | http://www.nicovideo.jp/watch/sm10543519 （页面存档备份，存于）    | Life size                     | 初音未來             | 2010年4月29日  |
| 17   | http://www.nicovideo.jp/watch/sm11217750 （页面存档备份，存于）    | 空中Aquarium                  | 初音未來             | 2010年6月28日  |
| 18   | http://www.nicovideo.jp/watch/sm11302054 （页面存档备份，存于）    | 兩個人的星                    | 初音未來、GUMI       | 2010年7月6日   |
| 19   | http://www.nicovideo.jp/watch/sm11559163 （页面存档备份，存于）    | 孤雛市                        | 初音未來             | 2010年7月29日  |
| 20   | http://www.nicovideo.jp/watch/sm12071702 （页面存档备份，存于）    | 夏戀花火                      | シャノ               | 2010年9月11日  |
| 21   | http://www.nicovideo.jp/watch/sm12098837 （页面存档备份，存于）    | 時光機                        | 初音未來             | 2010年9月13日  |
| 22   | http://www.nicovideo.jp/watch/sm12300977 （页面存档备份，存于）    | 你的手、我的手                | 初音未來             | 2010年10月2日  |
| 23   | http://www.nicovideo.jp/watch/sm13252011 （页面存档备份，存于）    | 妄想素描本                    | 初音未來             | 2011年1月8日   |
| 24   | http://www.nicovideo.jp/watch/sm13715524 （页面存档备份，存于）    | 虛線                          | GUMI                 | 2011年2月26日  |
| 25   | http://www.nicovideo.jp/watch/sm13798242 （页面存档备份，存于）    | Evidence                      | Daisy×Daisy          | 2011年3月6日   |
| 26   | http://www.nicovideo.jp/watch/sm13940452 （页面存档备份，存于）    |                               | GUMI                 | 2011年3月26日  |
| 27   | http://www.nicovideo.jp/watch/sm14308995 （页面存档备份，存于）    | 夢地圖                        | GUMI                 | 2011年4月30日  |
| 28   | http://www.nicovideo.jp/watch/sm15022913 （页面存档备份，存于）    | 活動小丑                      | 初音未來             | 2011年7月15日  |
| 29   | http://www.nicovideo.jp/watch/sm15230821 （页面存档备份，存于）    | 視力檢查                      | GUMI                 | 2011年8月6日   |
| 30   | http://www.nicovideo.jp/watch/sm15560106 （页面存档备份，存于）    |                               | 森永真由美           | 2011年9月10日  |
| 31   | http://www.nicovideo.jp/watch/sm15577428 （页面存档备份，存于）    | 散步道                        |                      | 2011年9月11日  |
| 32   | http://www.nicovideo.jp/watch/sm15622476 （页面存档备份，存于）    | 約定種子                      | GUMI                 | 2011年9月16日  |
| 33   | http://www.nicovideo.jp/watch/sm15746943 （页面存档备份，存于）    | 未來線                        | 初音未來             | 2011年9月29日  |
| 34   | http://www.nicovideo.jp/watch/sm15944390 （页面存档备份，存于）    | 活動小丑                      |                      | 2011年10月21日 |
| 35   | http://www.nicovideo.jp/watch/sm16212632 （页面存档备份，存于）    | 參數                          | 初音未來             | 2011年11月19日 |
| 36   | http://www.nicovideo.jp/watch/sm16369564 （页面存档备份，存于）    | 第一次的淚                    |                      | 2011年12月7日  |
| 37   | http://www.nicovideo.jp/watch/sm16719809 （页面存档备份，存于）    | DoReMiFa圓舞曲                | 初音未來             | 2012年1月17日  |
| 38   | http://www.nicovideo.jp/watch/sm17142789 （页面存档备份，存于）    | 離春天最近的道路              | GUMI                 | 2012年3月3日   |
| 39   | http://www.nicovideo.jp/watch/sm18220406 （页面存档备份，存于）    | 心碎頭條                      | GUMI                 | 2012年6月29日  |
| 40   | http://www.nicovideo.jp/watch/sm18766726 （页面存档备份，存于）    | 八月之風                      | GUMI                 | 2012年8月31日  |
| 41   | http://www.nicovideo.jp/watch/sm18857528 （页面存档备份，存于）    | 少年相機                      | GUMI                 | 2012年9月11日  |
| 42   | http://www.nicovideo.jp/watch/sm19273021 （页面存档备份，存于）    | 孤雛市                        | 初音未來             | 2012年11月4日  |
| 43   | http://www.nicovideo.jp/watch/sm19809703 （页面存档备份，存于）    | Smile again                   | 初音未來、GUMI       | 2013年1月12日  |
| 44   | http://www.nicovideo.jp/watch/sm20127682 （页面存档备份，存于）    | 純情Skirt                     | 初音未來             | 2013年2月19日  |
| 45   | http://www.nicovideo.jp/watch/sm20212767 （页面存档备份，存于）    | 雨與柏油路                    | 初音未來             | 2013年3月1日   |
| 46   | http://www.nicovideo.jp/watch/sm20388739 （页面存档备份，存于）    | 綻放                          | 初音未來、GUMI       | 2013年3月21日  |
| 47   | http://www.nicovideo.jp/watch/sm21361625 （页面存档备份，存于）    | 言語之歌                      | 初音未來、GUMI       | 2013年7月15日  |
| 48   | http://www.nicovideo.jp/watch/sm21529865 （页面存档备份，存于）    | 視力檢查-Acoustic ver.-       | シャノ、40㍍         | 2013年8月6日   |
| 49   | http://www.nicovideo.jp/watch/sm21583930 （页面存档备份，存于）    | 孤雛市                        | 初音未來             | 2013年8月13日  |
| 50   | http://www.nicovideo.jp/watch/sm21614806 （页面存档备份，存于）    | 明日，在世界末日之前          | シャノ、40㍍         | 2013年8月17日  |
| 51   | http://www.nicovideo.jp/watch/sm21827019 （页面存档备份，存于）    | 躺臥於東京的正中心            | 初音未來             | 2013年9月14日  |
| 52   | http://www.nicovideo.jp/watch/sm21919571 （页面存档备份，存于）    | 少年與魔法的機器人            | GUMI                 | 2013年9月27日  |
| 53   | http://www.nicovideo.jp/watch/sm22294993 （页面存档备份，存于）    | 心＊調色盤                    | GUMI                 | 2013年11月20日 |
| 54   | http://www.nicovideo.jp/watch/sm22633874 （页面存档备份，存于）    | 桃太郎                        | GUMI                 | 2014年1月9日   |
| 55   | http://www.nicovideo.jp/watch/sm22886910 （页面存档备份，存于）    | 黑白心傷                      | GUMI                 | 2014年2月14日  |
| 56   | http://www.nicovideo.jp/watch/sm22932041 （页面存档备份，存于）    | 左右Sympathy                  | GUMI                 | 2014年2月20日  |
| 57   | http://www.nicovideo.jp/watch/sm23079746 （页面存档备份，存于）    | Mosaic Roll（Cover）          | Deco*27、40㍍P、GUMI | 2014年3月13日  |
| 58   | http://www.nicovideo.jp/watch/sm23346876 （页面存档备份，存于）    | 塗鴉畢卡索                    | 初音未來             | 2014年4月17日  |
| 59   | http://www.nicovideo.jp/watch/sm23398318 （页面存档备份，存于）    | Going My Way!                 | GUMI                 | 2014年4月24日  |
| 60   | http://www.nicovideo.jp/watch/sm23597171 （页面存档备份，存于）    | 第一次的淚                    | シャノ、40㍍         | 2014年5月20日  |
| 61   | http://www.nicovideo.jp/watch/sm23750267 （页面存档备份，存于）    | 戀愛審判                      | 初音ミク             | 2014年6月10日  |
| 62   | http://www.nicovideo.jp/watch/sm23814186 （页面存档备份，存于）    | 戀愛審判                      | 40㍍P                | 2014年6月19日  |
| 63   | http://www.nicovideo.jp/watch/sm23951020 （页面存档备份，存于）    | 兩個人的星                    | シャノ、千穂         | 2014年7月7日   |
| 64   | http://www.nicovideo.jp/watch/sm24007970 （页面存档备份，存于）    | 少年與魔法的機器人            | 40㍍P                | 2014年7月15日  |
| 65   | http://www.nicovideo.jp/watch/sm24293349 （页面存档备份，存于）    | 皺紋                          | 40㍍P                | 2014年8月22日  |
| 66   | http://www.nicovideo.jp/watch/sm24319049 （页面存档备份，存于）    | 無名之星                      | GUMI                 | 2014年8月25日  |
| 67   | http://www.nicovideo.jp/watch/sm24407915 （页面存档备份，存于）    | Crouching・Start              | GUMI                 | 2014年9月6日   |
| 68   | http://www.nicovideo.jp/watch/sm24455219 （页面存档备份，存于）    | 迷路的蝴蝶結                  | 初音ミク             | 2014年9月13日  |
| 69   | http://www.nicovideo.jp/watch/sm24794402 （页面存档备份，存于）    | 喜歡上你的瞬間                | 40㍍P                | 2014年10月29日 |
| 70   | http://www.nicovideo.jp/watch/sm25139987 （页面存档备份，存于）    | Berry                         | シャノ               | 2014年12月17日 |
| 71   | http://www.nicovideo.jp/watch/sm25182507 （页面存档备份，存于）    | 感情小偷                      | GUMI                 | 2014年12月23日 |
| 72   | http://www.nicovideo.jp/watch/sm25185060 （页面存档备份，存于）    | 感情小偷                      | 40㍍P                | 2014年12月23日 |
| 73   | http://www.nicovideo.jp/watch/sm25282736 （页面存档备份，存于）    | 雨聲noise                     | 初音ミク             | 2015年1月5日   |
| 74   | http://www.nicovideo.jp/watch/sm25345594 （页面存档备份，存于）    | 雨聲noise                     | 40㍍P                | 2015年1月14日  |
| 75   | http://www.nicovideo.jp/watch/sm25465455 （页面存档备份，存于）    | Snow Fairy Story              | 初音ミク             | 2015年1月31日  |
| 76   | http://www.nicovideo.jp/watch/sm25374511 （页面存档备份，存于）    | 因為很溫暖（管絃樂ver.）Cover | 初音未來、GUMI       | 2015年1月18日  |
| 77   | http://www.nicovideo.jp/watch/sm25658559 （页面存档备份，存于）    | 漸漸地越來越快                | 初音ミク             | 2015年2月25日  |
| 78   | http://www.nicovideo.jp/watch/sm25880040 （页面存档备份，存于）    | Warning!                      | ギャラ子             | 2015年3月27日  |
| 79   | http://www.nicovideo.jp/watch/sm25925565 （页面存档备份，存于）    | 漸漸地越來越高                | 初音ミク             | 2015年4月1日   |
| 80   | https://www.youtube.com/watch?v=OiQYP-y4Fxc （页面存档备份，存于） | 活動小丑                      | 40㍍P                | 2015年4月29日  |
| 81   | https://www.youtube.com/watch?v=lfQsZT7WkA4 （页面存档备份，存于） | 孤雛市                        | 40㍍P                | 2015年5月13日  |
| 82   | https://www.youtube.com/watch?v=CKC4LJ3MSw8 （页面存档备份，存于） |                               | 40㍍P                | 2015年5月27日  |
| 83   | http://www.nicovideo.jp/watch/sm26497444 （页面存档备份，存于）    | Gamushara☆Good Day            | 初音ミク             | 2015年6月17日  |
| 84   | http://www.nicovideo.jp/watch/sm27724418 （页面存档备份，存于）    | 夕日一室                      | 初音ミク             | 2015年12月4日  |
| 85   | http://www.nicovideo.jp/watch/sm27959379 （页面存档备份，存于）    | 戀愛指南                      | 初音ミク             | 2016年1月7日   |
| 86   | http://www.nicovideo.jp/watch/sm28132080 （页面存档备份，存于）    | 戀色comic                     | GUMI                 | 2016年2月2日   |
| 87   | http://www.nicovideo.jp/watch/sm28294159 （页面存档备份，存于）    | 無人知曉的Happy End           | Fukase               | 2016年2月25日  |
| 88   | http://www.nicovideo.jp/watch/sm28356654 （页面存档备份，存于）    | 少年與魔法的機器人            | Fukase               | 2016年3月5日   |
| 89   | http://www.nicovideo.jp/watch/sm28489167 （页面存档备份，存于）    | 外星人女友                    | Fukase               | 2016年3月24日  |
| 90   | http://www.nicovideo.jp/watch/sm28562822 （页面存档备份，存于）    | 閉花宣言                      | 初音ミク             | 2016年4月3日   |
| 91   | http://www.nicovideo.jp/watch/sm28641171 （页面存档备份，存于）    | Eye Liar                      | 初音ミク             | 2016年4月15日  |
| 92   | http://www.nicovideo.jp/watch/sm28816494 （页面存档备份，存于）    | 奔走於當下的少女              | 初音ミク             | 2016年5月10日  |
| 93   | http://www.nicovideo.jp/watch/sm28956956 （页面存档备份，存于）    | 漸漸地越來越快 with 伊藤園    | 初音ミク             | 2016年6月1日   |
| 94   | http://www.nicovideo.jp/watch/sm29249168 （页面存档备份，存于）    | 嘆息的去向                    | 初音ミク             | 2016年7月15日  |
| 95   | http://www.nicovideo.jp/watch/sm30272900 （页面存档备份，存于）    | 冒失鬼男友和急性子女友        | 初音ミク、結月ゆかり | 2016年12月22日 |
| 96   | http://www.nicovideo.jp/watch/sm30376008 （页面存档备份，存于）    | 高規格 Neet                   | 初音ミク             | 2017年1月6日   |
| 97   | http://www.nicovideo.jp/watch/sm30450081 （页面存档备份，存于）    | 存在理由之花                  | GUMI                 | 2017年1月17日  |
| 98   | http://www.nicovideo.jp/watch/sm30657082 （页面存档备份，存于）    | 大正浪漫                      | 初音ミク             | 2017年2月18日  |
| 99   | http://www.nicovideo.jp/watch/sm30762302 （页面存档备份，存于）    | 共星者                        | Arsloid              | 2017年3月5日   |
| 100  | http://www.nicovideo.jp/watch/sm31067232 （页面存档备份，存于）    | 寂寞獨白                      | 初音ミク             | 2017年4月21日  |
| 101  | http://www.nicovideo.jp/watch/sm31565913 （页面存档备份，存于）    | Initial Song                  | 初音ミク             | 2017年7月15日  |
| 102  | http://www.nicovideo.jp/watch/sm31965116 （页面存档备份，存于）    | 星之淚                        | GUMI                 | 2017年9月22日  |
| 103  | http://www.nicovideo.jp/watch/sm31995557 （页面存档备份，存于）    | 命運決定論                    | 初音ミク             | 2017年9月26日  |
| 104  | http://www.nicovideo.jp/watch/sm32128035 （页面存档备份，存于）    | 東京百鬼夜行                  | 初音ミク             | 2017年10月20日 |
| 105  | http://www.nicovideo.jp/watch/sm32166989 （页面存档备份，存于）    | 貓耳情結                      | 初音ミク             | 2017年10月27日 |
| 106  | http://www.nicovideo.jp/watch/sm32231337 （页面存档备份，存于）    | 與反派的吻戲                  | 初音ミク             | 2017年11月8日  |
| 107  | http://www.nicovideo.jp/watch/sm32836542 （页面存档备份，存于）    | 月泳於海                      | LUMi                 | 2018年3月5日   |
| 108  | http://www.nicovideo.jp/watch/sm33490927 （页面存档备份，存于）    | 謊言是戀愛的開始              | 洛天依               | 2018年7月8日   |
| 109  | https://www.youtube.com/watch?v=yVxmv4oqPzs （页面存档备份，存于） | 留戀唱盤                      | ときのそら           | 2018年10月4日  |
| 110  | https://www.youtube.com/watch?v=tuWw5EQPGlc （页面存档备份，存于） | 海想列車                      | Aqua Ch. 湊あくあ    | 2021年8月9日   |

## 商業作品
- EXIT TUNES名義發售的作品販售商全為波麗佳音。
- 1640mP名義發表的樂曲為與164P共同發表的作品。

### CD
外套插畫皆為GITA創作。
EXIT TUNES為原創釋出，而CRYPTON FUTURE MEDIA「KARENT」為配信釋出。
《LIFE SIZE NOTE -40mP-》
- 2010年5月7日發售、2012年10月26日配信。
- 首張專輯。Oricon公信榜周間第五十一名。

| 曲序 | 曲目              |
| ---- | ----------------- |
| 1.   | Life              |
| 2.   | Melody in the sky |
| 3.   |                   |
| 4.   |                   |
| 5.   |                   |
| 6.   |                   |
| 7.   |                   |
| 8.   |                   |
| 9.   |                   |
| 10.  |                   |
| 11.  |                   |
| 12.  |                   |
| 13.  |                   |
| 14.  |                   |
| 15.  |                   |


- 2011年7月20日發售、2012年8月27日配信
- 第二張專輯，以的名義發表。第2、6、9、12、13、15曲目為使用Megpoid創作之歌曲[4]。2011年8月1日Oricon週間專輯第九名。額外收錄Daisy×Daisy「Evidence」的初音未來歌唱版。

| 曲序 | 曲目                    | 备注               |
| ---- | ----------------------- | ------------------ |
| 1.   |                         |                    |
| 2.   |                         |                    |
| 3.   |                         | 作詞：164          |
| 4.   |                         |                    |
| 5.   |                         |                    |
| 6.   |                         |                    |
| 7.   |                         |                    |
| 8.   |                         |                    |
| 9.   |                         |                    |
| 10.  |                         |                    |
| 11.  | 396                     |                    |
| 12.  | (acoustic version)      |                    |
| 13.  |                         | 作詞：シャノ、40mP |
| 14.  |                         |                    |
| 15.  |                         |                    |
| 16.  | Evidence（Bonus Track） |                    |


- 2013年3月20日發售
- 第三張專輯。以名義發表。

| 曲序 | 曲目        | 备注                 |
| ---- | ----------- | -------------------- |
| 1.   |             | feat. 初音ミク       |
| 2.   |             | feat. GUMI           |
| 3.   |             | feat. GUMI           |
| 4.   |             | feat. 初音ミク       |
| 5.   |             | feat. GUMI           |
| 6.   |             | feat. GUMI           |
| 7.   |             | feat. 初音ミク       |
| 8.   |             | feat. 初音ミク       |
| 9.   | 17cm        | feat. GUMI           |
| 10.  |             | feat. 初音ミク       |
| 11.  |             | feat. GUMI           |
| 12.  |             | feat. GUMI           |
| 13.  |             | feat. 初音ミク       |
| 14.  |             | feat. 初音ミク・GUMI |
| 15.  | Smile again | feat. 初音ミク・GUMI |

### 參與作品

#### CD
- 『EXIT TUNES PRESENTS 神曲を歌ってみた』（EXIT TUNES、2009年10月7日發售）
  - 網路上人氣歌手歌曲收錄專輯。提供「Step to you」，歌手為和 。
- 『EXIT TUNES PRESENTS Supernova』（EXIT TUNES、2009年12月2日發售） 
  - 網路人氣曲目收錄專輯。提供。
- 『EXIT TUNES PRESENTS STARDOM 3』（EXIT TUNES、2010年2月3日發售）
  - 網路人氣P主曲目收錄專輯。提供「Step to you」。
- 『EXIT TUNES PRESENTS Supernova 2』（EXIT TUNES、2010年3月3日發售）
  - 網路人氣P主曲目收錄專輯。提供。
- 『VL-SCRAMBLE』（國王唱片、2010年3月24日發售）
  - 使用VOCALOID的歌曲收錄專輯。提供。
- 『EXIT TUNES PRESENTS SUPER PRODUCERS BEAT MIXED BY Ryu☆』（EXIT TUNES、2010年4月7日發售）
  - Ryu☆（中原龍太郎）REMIX專輯。收錄「 」。
- 『EXIT TUNES PRESENTS イケメンボイスパラダイス』（EXIT TUNES、2010年6月16日發售） 
  - 網路上人氣歌手歌曲收錄專輯。提供，歌手為。
- 『enhAnce』（ティームエンタテインメント、2010年7月7日發售）
  - PointFive(.5)的專輯。擔當的作詞、作曲。
- 『EXIT TUNES PRESENTS Supernova 3』（EXIT TUNES、2010年7月7日發售）
  - 網路人氣P主曲目收錄專輯。提供。
- 『初音ミク -Project DIVA- 2nd NONSTOP MIX COLLECTION』（Sony Music Direct、2010年7月28日發售）
  - PlayStation Portable用ゲームソフト『初音ミク -Project DIVA- 2nd』の公式コンピレーションアルバム。ゲームに提供した「巨大少女」のリミックスを収録。
- 『EXIT TUNES PRESENTS Vocaloanthems feat.初音ミク』（EXIT TUNES、2010年9月15日發售）
  - 使用VOCALOID的歌曲收錄專輯。以1640mP的名義提供。
- 『VOCALOID LOVESONGS Girls Side』（MOER、2010年9月22日發售） 
  - 使用VOCALOID的歌曲收錄專輯。提供。
- 『EXIT TUNES PRESENTS Vocalonexus feat.初音ミク』（EXIT TUNES、2011年1月19日發售）
  - 使用VOCALOID的歌曲收錄專輯。提供。
- 『LINK / RING』（avex trax、2011年3月9日發售）
  - 的專輯。提供。
- 『EXIT TUNES PRESENTS 神曲を歌ってみた 4』（EXIT TUNES、2011年3月16日發售）
  - 網路人氣歌手歌曲收錄專輯。收錄鋼兵版本的，的。
- 「防衛本脳/Evidence」（波麗佳音，2011年4月20日發售）
  - Daisy×Daisy的單曲。擔當「Evidence」Direct。動畫「FAIRY TAIL」的OP曲。
- 『Exp.』（EXIT TUNES、2011年4月29日發售）
  - Mayumi Morinaga的單曲。提供。
- 『EXIT TUNES PRESENTS Supernova 5』（EXIT TUNES、2011年4月29日發售）
  - 網路上人氣P主歌曲收錄專輯。提供。
- 『EXIT TUNES PRESENTS 10代うたってみたライブ!BEST』（EXIT TUNES、2011年5月18日發售） 
  - 網路上人氣歌手歌曲收錄專輯。提供，歌手為。
- 『VOCALOID BEST from ニコニコ動画 (あか)』（Sony Music Direct、2011年6月22日發售）
  - Niconico動畫上使用VOCALOID的創作歌曲收錄專輯。以1640mP的名義提供。
- 『EXIT TUNES PRESENTS Vocalonation feat.初音ミク』（EXIT TUNES、2011年7月6日發售）
  - 使用VOCALOID的歌曲收錄專輯。提供。
- 『V.I.P Append(Marasy plays Vocaloid Instrumental on Piano)』（DWANGO用戶娛樂、2011年7月27日發售）
  - marasy的鋼琴專輯。提供。
- 「キミリフレクション」（Team Entertainment、2011年8月31日發售） 
  - PointFive(.5)的單曲。提供。
- 「EXTRA Whipping Cream」（EXIT TUNES、2011年9月7日發售） 
  - Mayumi Morinaga的單曲。提供「Delta」。
- 『EXIT TUNES PRESENTS GUMitive from Megpoid』（EXIT TUNES、2011年9月7日發售） 
  - 使用Megpoid的歌曲收錄專輯。提供。
- 『EXIT TUNES PRESENTS 神曲を歌ってみた 5』（EXIT TUNES、2011年9月7日發售） 
  - 網路上的人氣歌手歌曲收錄專輯。提供，以及以1640mP名義提供。歌手為。
- 『EXIT TUNES PRESENTS Supernova 6』（EXIT TUNES、2011年9月21日發售）
  - 網路上人氣P主歌曲收錄專輯。提供。
- 『EXIT TUNES PRESENTS Vocalocluster feat.初音ミク』（EXIT TUNES、2011年10月21日發售）
  - 使用VOCALOID的歌曲收錄專輯。以1640mP的名義提供。
- 『ドウシンエン』（Team Entertainment、2011年10月21日發售） 
  - PointFive(.5)的專輯。提供。
- 「永久のキズナ feat. Another Infinity」（波麗佳音、2011年10月21日發售） 
  - Daisy×Daisy的單曲。擔當，以1640mP名義為164負責作詞。
- 『Glorious World』（EXIT TUNES、2011年11月2日發售） 
  - 蝶蝶P的原創專輯。收錄40mP歌曲的REMIX。
- 『EXIT TUNES PRESENTS ろん BEST -ひっしに歌ってみた編-』（EXIT TUNES、2011年11月2日發售） 
  - 的專輯。提供。
- 『Daisy×Daisy』（波麗佳音、2011年11月16日發售） 
  - Daisy×Daisy的專輯。シングル「防衛本脳/Evidence」より「Evidence」を、「永久のキズナ feat. Another Infinity」より1640mP名義の「ナイトメア」を収録。
- 『voices in a bottle〜海を越え届いた歌声〜』（dmARTS、2011年11月23日發售） 
  - ニコニコ動画で活躍する韓国在住の歌い手によるボーカル曲を集めたアルバム。「トリコノコシティ」を提供。
- 『アコミク with VOCALOIDS』（BALLOOM、2011年11月30日發售）
  - 初音ミクのライブイベント「ミクの日感謝祭」「MIKUNOPOLIS in Los Angeles」での演奏を務めた安部潤の率いるThe 39sの演奏による、VOCALOID楽曲のアコースティックアレンジを収録したアルバム。「君の手、僕の手」を提供。
- 「ゴーストレディオ」（Team Entertainment、2011年12月7日發售） 
  - 的單曲。提供「からくりピエロ」。
- 『EXIT TUNES PRESENTS 10代うたってみたライブ!BEST 2』（EXIT TUNES、2011年12月21日發售） 
  - 網路上人氣歌手歌曲收錄專輯。收錄版本的、版本的。
- 『アコミク with VOCALISTS』（BALLOOM、2011年12月28日發售）
  - The 39sの演奏による、VOCALOID楽曲のアコースティックアレンジの「歌ってみた」版を収録したアルバム。提供，歌手為謎之人物K。
- 『EXIT TUNES PRESENTS Vocalodream feat.初音ミク』（EXIT TUNES、2012年1月18日發售） 
  - 使用VOCALOID的歌曲收錄專輯。提供。
- 「天ノ弱」（EXIT TUNES、2012年2月1日發售） 
  - Mayumi Morinaga的單曲。提供。
- 『YES』（dmARTS、2012年2月22日發售） 
  - vip店長的專輯。提供。
- 『Stand by ×××』（Team Entertainment、2012年3月14日發售） 
  - 的專輯。提供。
- 『歌い手コンセプトアルバム 【艶】adeyaka』（Frontier Works、2012年3月21日發售） 
  - 動畫名曲的調教、翻唱後專輯。收錄Dixie Flatline專輯中てん版本的「トリノコシティ」。
- 『実谷ななゴールデンベスト-ボカロ曲を歌ってみた-』（avex trax、2012年3月21日發售）
  - 的專輯。提供。
- 『EXIT TUNES PRESENTS イケメンボイスパラダイス 4』（EXIT TUNES、2012年5月2日發售） 
  - 網路上人氣歌手歌曲收錄專輯。提供，歌手為。
- 『TwinTail・TwinGuiter』（Royal Records、2012年5月9日發售） 
  - 海賊王×[TEST]的調整翻唱專輯。提供負責詞曲的。
- 『EXIT TUNES PRESENTS Megurhythm feat.巡音ルカ』（EXIT TUNES、2012年7月18日發售） 
  - 使用巡音流歌創作的歌曲的收錄專輯。收錄與ギガP共同創作的。
- 『初音ミク 5thバースデー ベスト〜impacts〜』（BinAryMixxREcords、2012年8月1日發售）
  - 初音未來發售五周年紀念專輯。提供。此外，參與「39」的Keyboard。
- 『初音ミク 5thバースデー ベスト〜memories〜』（SOULTAG、2012年8月1日發售）
  - 初音未來發售五周年紀念專輯。參與「39」的Keyboard。
- 『EXIT TUNES PRESENTS Vocaloconnection feat.初音ミク』（EXIT TUNES、2012年8月1日發售）
  - VOCALOIDを用いた楽曲を収録したコンピレーション・アルバム。書き下ろし曲「ハートブレイク・ヘッドライン」を提供。
- 『初音ミク 5thバースデー ベスト〜impacts〜』（ドワンゴ・ミュージックエンタテインメント、2012年8月1日発売） 
  - 初音ミク発売5周年を記念したベストアルバム。「トリノコシティ」を提供。
- 『EXIT TUNES PRESENTS Vocaloconnection feat.初音ミク』（EXIT TUNES、2012年8月1日発売） 
  - 使用VOCALOID的歌曲收錄專輯。提供。
- 『EXIT TUNES PRESENTS 神曲を歌ってみた 6』（EXIT TUNES、2012年8月15日發售） 
  - 網路上人氣歌手歌曲收錄專輯。提供，以及以1640mP名義提供。歌手為ENE。
- 『EXIT TUNES PRESENTS GUMing from Megpoid』（EXIT TUNES、2012年9月5日發售） 
  - 使用Megpoid的歌曲收錄專輯。提供。
- 『BabyPod 〜VocaloidP × 歌い手 collaboration collection〜』（日本皇冠、2012年9月26日發售）
  - 使用VOCALOID的歌曲收錄專輯。提供。
- 『Princess for Princess』（FARM RECORDS、2012年10月3日發售） 
  - 網路上人氣女歌手翻唱「イケメンボイス」樂曲收錄專輯。提供「パラメタ」，歌手為。
- 『有形世界リコンストラクション』（波麗佳音、2012年10月17日發售）
  - 的專輯。提供「トリノコシティ」。
- 『V-box』（dmARTS、2012年10月31日發售） 
  - 的鋼琴專輯。提供「からくりピエロ」。
- 『VOCAROCK collection 4 feat. 初音ミク』（FARM RECORDS、2012年11月28日發售）  
  - 使用VOCALOID的歌曲收錄專輯。以1640mP名義提供新版本的「トリノコシティ」。
- 『POP★sTAR the VOCALOID』（VOCALOID RECORDS、2012年12月19日発売）  
  - 使用VOCALOID的歌曲收錄專輯。提供。
- 『EXIT TUNES PRESENTS Vocalosensation feat.初音ミク』（EXIT TUNES、2013年2月20日發售）
- 使用VOCALOID的歌曲收錄專輯。提供。
- 『初音ミク -Project DIVA- F Complete Collection』（Sony Music Direct、2013年3月6日發售） 
  - ゲームソフト『初音ミク -Project DIVA- F』の公式コンピレーションアルバム。ゲームに提供した「トリノコシティ」、1640mP名義の「タイムマシン」を収録。
- 『アイリス』（dmARTS、2013年3月27日發售） 
  - 的鋼琴專輯。提供。
- 『VOCAROCK collection 歌ってみた』（FARM RECORDS、2013年4月24日發售）  
  - 使用VOCALOID的歌曲收錄專輯。以1640mP的名義提供「トリノコシティ」。

#### 其他
- 『初音ミク -Project DIVA- 2nd』（SEGA、2010年7月29日發售）
  - PlayStation Portable用リズムアクションゲーム『初音ミク -Project DIVA-』の第2弾で、ゲーム内でプレイできる曲として「巨大少女」を提供。
- 『初音ミクVision』（波麗佳音、2011年7月20日發售）
  - VOCALOID相關作品的PV集。收錄版本的「Step to you」PV。
- 『Vocalo Vision feat.初音ミク』（波麗佳音、2011年12月21日發售）
  - VOCALOID相關作品的PV集。收錄版本的「からくりピエロ」PV。
- 『初音ミク and Future Stars Project mirai』（SEGA、2012年3月8日發售）
  - 提供遊戲中使用樂曲。鏡音鈴歌唱版的調教為。
- 『初音ミク -Project DIVA- f』（SEGA、2012年8月30日發售）
  - 提供遊戲內使用樂曲。
- 『初音ミク -Project DIVA- F』（SEGA、2013年3月7日發售）
  - 提供遊戲內使用樂曲「トリノコシティ」，另外以1640mP名義提供「タイムマシン」。